# KkStB-Tenderreihe 54
Die kkStB-Tenderreihe 54 war eine Schlepptenderreihe der kkStB, deren Tender ursprünglich von der Österreichischen Nordwestbahn (ÖNWB) stammten.
Die ÖNWB beschaffte diese Tender 1908/09 von der Lokomotivfabrik Floridsdorf, zusammen mit den Lokomotiven der Reihe XVIIc, die nach der Verstaatlichung in die kkStB 460.02–23 umgezeichnet wurden.
Die kkStB ordnete die Tender als Reihe 54 ein.
Die Tender blieben immer mit den Lokomotiven der ehemaligen ÖNWB gekuppelt.